# Alice Liddell
Alice Pleasance Liddell, gift Hargreaves, född 4 maj 1852 i London, död 16 november 1934 i Westerham i Kent, var dotter till Henry Liddell, dekanus vid Christ Church College i Oxford. Hon var inspirationskälla till Alice, titelfigur i barnboksklassikern Alice i Underlandet och uppföljaren Alice i Spegellandet.

## Biografi

### Bakgrund
Alice Liddell var den mellersta av tre systrar i familjen Liddell. Hon träffade, tillsammans med Lorina (äldst) och Edith (yngst), för första gången Charles Lutwidge Dodgson den 25 april 1856. Dodgson, som sedan ett år tillbaka var lärarkollega till Henry Liddell vid Christ Church College och en intresserad amatörfotograf, planerade tillsammans med en av sina vänner att fotografera katedralen i Oxford. Katedralen var väl synlig från Liddells trädgård, där fotograferandet ägde rum.
Under de kommande åren kom Dodgson att bli en nära vän till familjen och en ofta förekommande gäst i huset. De tre barnen Liddell fick ställa upp som fotomodeller för Dodgson, och han tog ut de tre systrarna på många utflykter i omgivningarna.

### Inspiration till Alice i Underlandet
4 juli 1862 skedde en av dessa utflykter, och denna dag handlade det om en båtutflykt längs med Themsen och Oxfordkanalen. Med i båten var också pastor Robinson Duckworth.

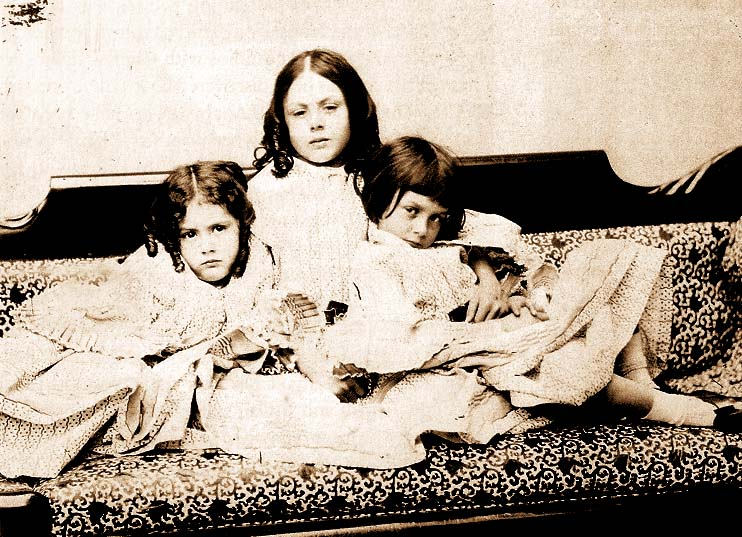
Systrarna Edith, Lorina och Alice Liddell, 1859.

I samband med att sällskapet gjorde en tepaus längs med vattendraget, bönföll Alice att Dodgson skulle berätta en saga för dem. Enligt Dodgsons egen beskrivning hade han ingen aning om vad han skulle berätta, men i ett desperat och oplanerat infall lät han historiens hjältinna försvinna ner i ett kaninhål i marken.
Alice bad därefter att Dodgson skulle skriva ner berättelsen. Drygt två år senare, den 26 november 1864, presenterade han för henne ett handillustrerat manuskript av berättelsen, då betitlad Alice’s Adventures Under Ground.
Ett år senare kom berättelsen även ut i tryck, under titeln Alice’s Adventures in Wonderland. Boken publicerades under pseudonymen Lewis Carroll, ett författarnamn som Dodgson redan tagit sig ett decennium tidigare. Framgångarna för denna nyskapande barnbok gjorde namnet Lewis Carroll känt, och kopplingen till inspirationskällan Alice Liddell var inte heller helt okänd.
Sex år senare, år 1871, publicerades uppföljaren till den första boken. I Alice i Spegellandet (ursprungligen med titeln Through the Looking-Glass, and What Alice Found There) fortsattes den absurdistiska logiken från Alice i Underlandet, och denna gång tar sig bokfiguren Alice in i den fantastiska världen genom en spegel.
När den andra boken kom ut var Alice Liddell 19 år gammal. Författarens nära vänskap med familjen Liddell hade svalnat, och man kan se den här uppföljaren som ett kärt farväl till en Alice (Liddell) som snart är vuxen.

### Alice Liddell som vuxen
15 september 1880 gifte sig Alice Liddell med amatörcricketspelaren Reginald Hargreaves. Hon levde därefter ett stillsamt men ordnat liv som hemmafru i småorten Lyndhurst i Hampshire. Familjen fick tre söner, varav två kom att dö under första världskriget.
För att hjälpa till att betala skatten efter sin makes död auktionerade hon 1928 ut originalmanuskriptet till Alice’s Adventures Under Ground.
1932 reste Alice Hargreaves till USA för att motta titeln som hedersdoktor vid Columbia University. Detta skedde i samband med firandet av hundraårsminnet av Lewis Carrolls födelse. Två år senare dog hon, i en ålder av 82 år.

## Galleri

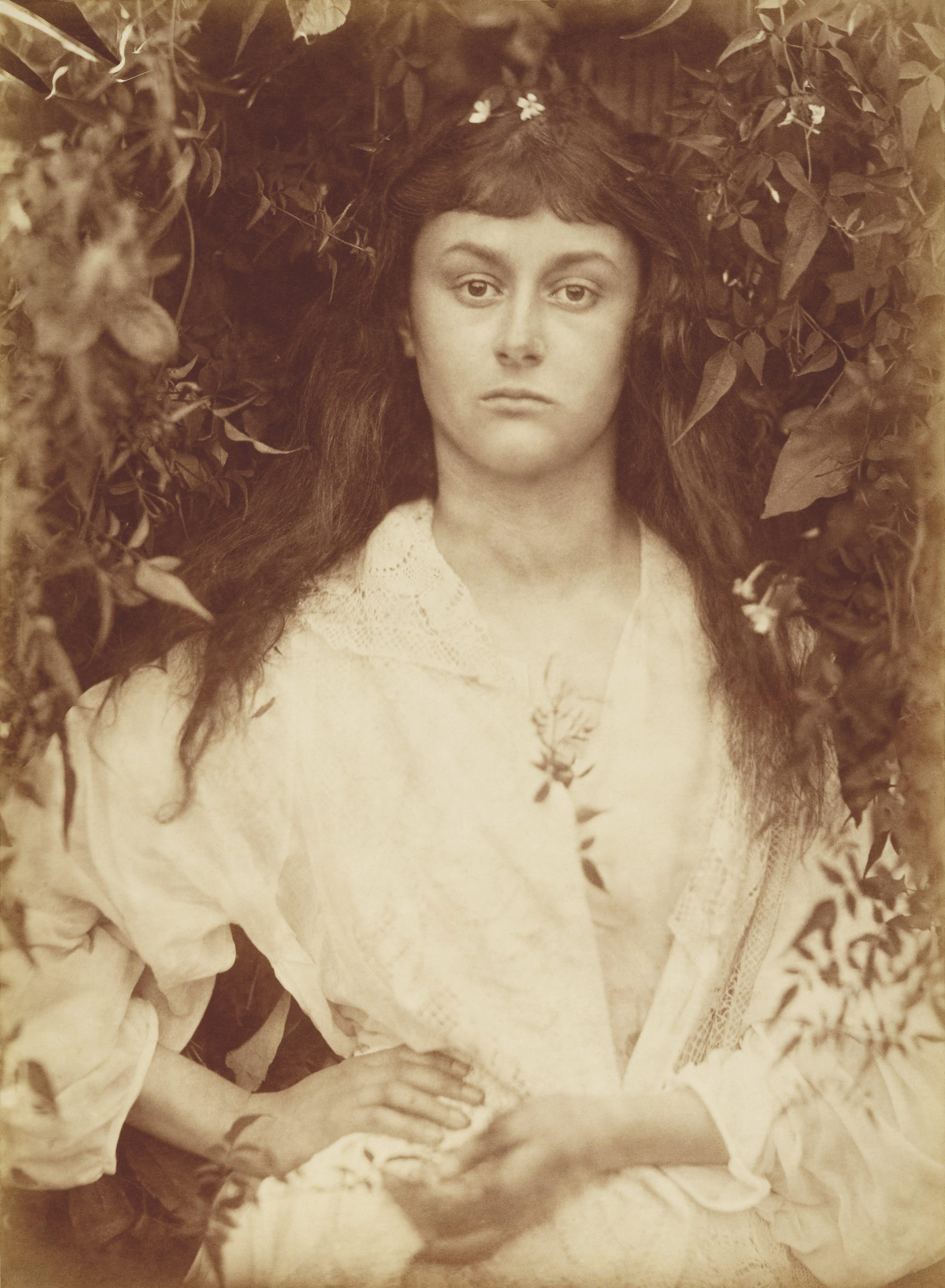
Alice Liddell 1872, på ett foto av Julia Margaret Cameron.
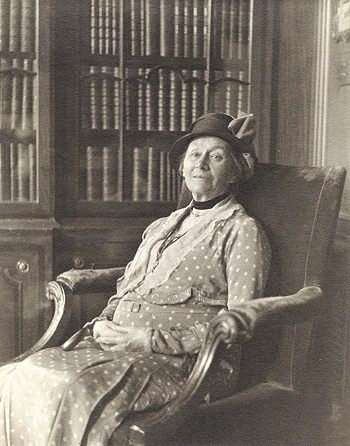
Alice Hargreaves 1932, året hon blev hedersdoktor vid Columbia University.
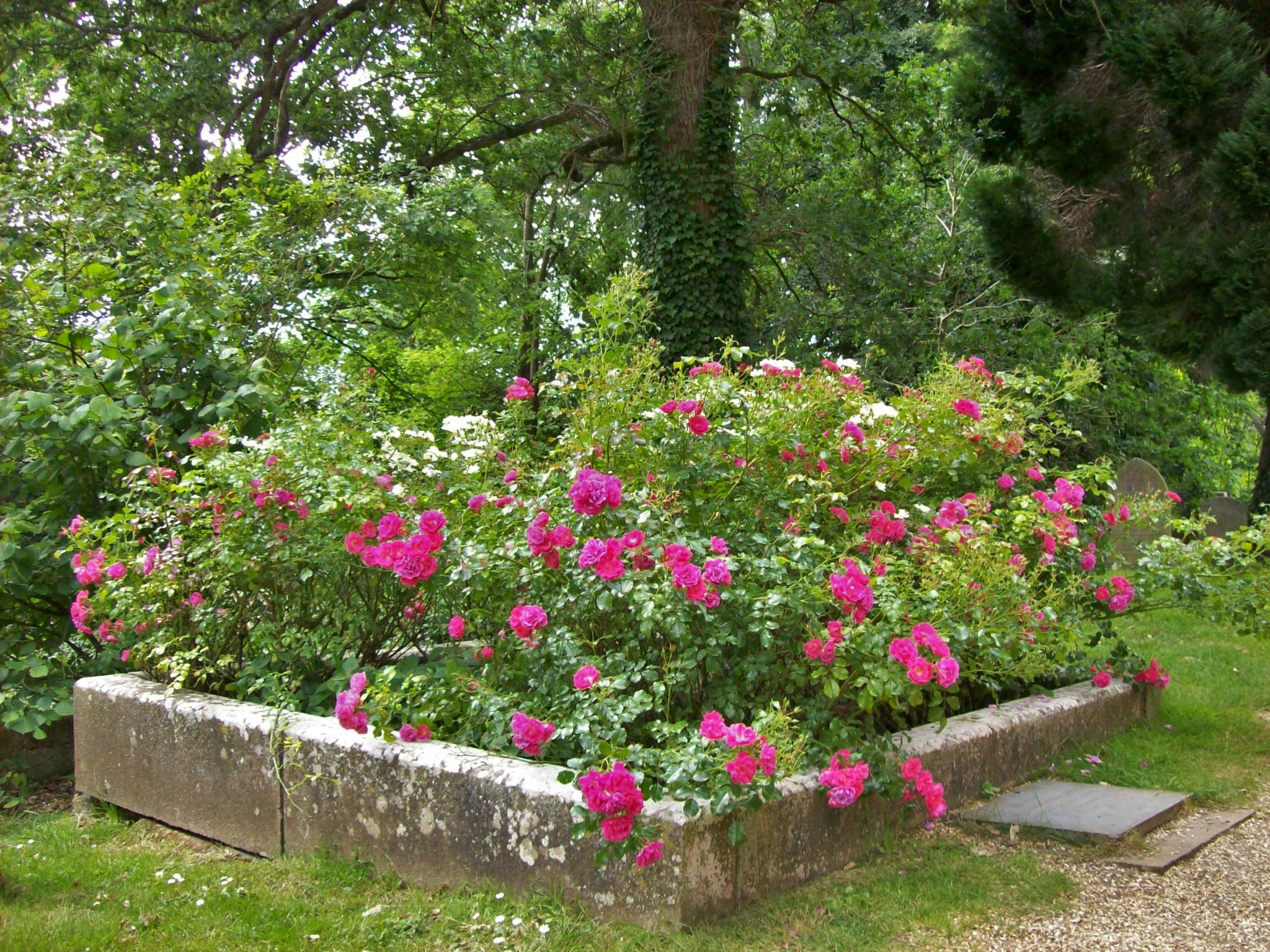
Hargreaves familjegrav i Lyndhurst.